# 盧詹
卢詹（9世纪？—944年4月5日），字楚良，唐朝末年至五代十国后唐、后晋官员，京兆长安县人。
唐哀帝天祐年间，卢詹为河中从事。唐庄宗即位，擢升他为员外郎、知制诰，转任中书舍人。天成年间，拜礼部侍郎、知贡举，历任御史中丞、兵部侍郎、尚书左丞、工部尚书。卢詹性情刚直，议论朝政不避权贵，执政者都很讨厌他。天福初，拜礼部尚书，分司洛阳，与右仆射盧質、散骑常侍卢重都在西都洛阳，交往很密切。三人都喜欢喝酒，好游山水，塔庙林亭花竹之地，无不同往，饮酒为乐，没有隔阂，洛阳朝士说他们是“三卢会”。他任由天命，不谋求财利。 天福九年三月初十壬午日，礼部尚书卢詹在洛阳去世。卢詹清廉，无法准备丧具，晋出帝赐布帛百段，粟麦百斛，才能完成他的葬事。追赠太子少保。